# Генрик Шерінг
Генрик-Болеслав Шеринґ (пол. Henryk Bolesław Szeryng; 22 вересня 1918, Варшава, Королівство Польське — 3 березня 1988, Кассель, ФРН, похований в Монако) — польський і мексиканський скрипаль-віртуоз, музикант єврейського походження.

## Біографія
На початку Другої світової війни Шеринґ, який вільно володів сімома мовами, зміг отримати посаду перекладача в «лондонському» уряді Польщі та за підтримки Владислава Сікорського допомогти сотням польських біженців перебратися в Мексику.
Після одного з концертів в Мексиці в травні 1945 року Шеринґові було запропоновано місце завідувача кафедри струнних інструментів в Університеті Мехіко. У тому ж році він приступив до своїх нових обов'язків. У другій половині 1940-х переважно викладав і підробляв грою на фортепіано в дорогих готелях Мехіко. У 1948 році (за іншими відомостями, в 1946-му) прийняв громадянство Мексики.
У 1952 році відбулося перше після довгої перерви європейське турне скрипаля. У 1953 році він — член журі Конкурсу імені Лонґ і Тібо в Парижі. У 1955 році робить чотиримісячне турне Канадою. У 1956 році у зв'язку з неможливістю поєднувати концертну діяльність з регулярним викладанням покидає університетську посаду, залишаючи собі тільки проведення щорічних літніх курсів. У тому ж році уряд Мексики офіційно присвоїв Шеринґові звання Мексиканського Посла Культури й Доброї Волі та забезпечив його дипломатичним паспортом. У 1957—1959 роках скрипаль неодноразово гастролював у США. Протягом наступних тридцяти років аж до своєї смерті поєднував активну концертну роботу з майстеркласами по всьому світу. Помер під час гастролей у Касселі (Німеччина). Похований у Монако.